# Pseudoanthidium tenellum
Pseudoanthidium tenellum (Synonym: Anthidium tenellum) ist eine kleine dunkle Wildbiene mit hellen Flecken und hellen Beinen aus der Familie der Megachilidae. Sie wird auch Salzsteppen-Zwergwollbiene genannt.

## Merkmale
Diese Zwergwollbiene wird 7 bis 8 mm groß, die Weibchen sind schwarz gefärbt, jedoch mit weißen Flecken am Hinterleib und am Hinterkopf je einem halbmondförmigen gelben Fleck. Ihre Beine sind orangerot. Ihre, für die Megachilidae typische, Bauchbürste ist weiß. Die Männchen tragen am Kopf weiße Behaarung, das Gesicht (Clypeus und Mandibeln) ist weißlich, ihre Beine sind heller als bei den Weibchen. Die Art ist sehr ähnlich wie Pseudoanthidium nanum.

## Verbreitung und Lebensraum
Pseudoanthidium tenellum ist eine ausgesprochen seltene Art, jedoch mit sehr weiter Verbreitung, die in einigen europäischen Ländern gefunden wurde. Sie ist in Ungarn und im Süden der Slowakei nachgewiesen sowie in Rumänien, Bulgarien, Serbien, Deutschland und Österreich. Die Art ist auch aus Algerien gemeldet und andererseits wurde sie auch in Tadschikistan und sogar in der Nähe von Nowosibirsk nachgewiesen.
In Deutschland ist P. tenellum erst seit dem Jahr 1996 aus Sachsen-Anhalt nachgewiesen, in Österreich kommt sie im Burgenland und in Niederösterreich vor.
Pseudoanthidium tenellum kommt in Deutschland auf Salzböden vor, in Ungarn sind sie in Feucht-Gebieten mit Röhricht, mit reicher Bienen- und Wespenfauna verbreitet.

## Lebensweise
Die Art ist solitär, sie bildet eine Generation im Jahr, in Mitteleuropa fliegt sie von Juni bis Ende August. Die Weibchen sammeln Pollen von Korbblütlern der Unterfamilie Carduoideae. Erst vor kurzem wurden Nester der Art beschrieben. Sie sind in Rohrkolben (reed galls), jeweils 2 bis 5 Brutzellen sind in einem Nest, die mit weißen oder gelben Pflanzenfasern umgeben sind. Ein Eingang ist nicht zu erkennen.

## Parasiten
Es wurden Stelis punctulatissima, Gasteruption nigrescens (Gasteruptiidae), Leucospis biguetina (eine Erzwespe) und Miltogramma punctata (Sarcophagidae) als Parasiten gefunden.